# Horst Schmidt-Böcking
Horst Werner Schmidt, seit 1970 Horst Werner Schmidt-Böcking (* 13. Februar 1939 in Weidenau) ist ein deutscher Physiker.

## Leben
Schmidt-Böcking besuchte von 1951 bis 1960 das Fürst-Johann-Moritz-Gymnasium in Siegen-Weidenau und studierte vom Sommersemester 1960 bis zum Sommersemester 1963 Physik an der Universität Würzburg, wo er im März 1963 das Vordiplom ablegte. Zum Wintersemester 1963 wechselte er zur Universität Heidelberg, wo er am II. Physikalischen Institut 1966 seine Diplomprüfung bestand. Seine Diplomarbeit zur Experimentalphysik befasste sich mit dem Energieverlust und der Umladung von schnellen schweren Ionen in Festkörpern.
In seiner Doktorarbeit untersuchte er mittels Stripping- und Compoundkernreaktionen induziert durch 6Li- und 7Li-Projektile die Niveaustruktur des 17O-Kernes (Promotion 1969). Ab 1973 befasste er sich fast ausschließlich mit atomphysikalischen Fragestellungen: Innerschalenionisation und Quasimolekülbildung im Schwerionenstoß (Zusammen mit I. Tserruya und R. Schuch). Die dabei eingesetzten Techniken waren kernphysikalische Koinzidenzverfahren. Seit 1974 wurden in der Arbeitsgruppe verschiedene ortsauflösende Detektoren entwickelt, z. B. Parallelplattenlawinenzähler für GHz-Ionenraten, Röntgendetektoren basierend auf dem Parallelplatten- und „Time Projection“-Prinzip, sowie Detektoren zum Nachweis von sehr niederenergetischen Ionen und Elektronen mit ortsauflösender Wedge&Strip- sowie Delay-Line-Anoden.
Ab 1974 war er Hochschuldozent, ab 1977 Professor auf Zeit, am Institut für Kernphysik (IKF) der Johann Wolfgang Goethe-Universität in Frankfurt am Main, wo er sich 1978 mit einer Arbeit über Stopping von Ionen in Materie habilitierte. Von 1980 bis 1982 arbeitete er am Hahn-Meitner-Institut und wurde 1982 auf eine Professur an die Universität Frankfurt berufen, wo er bis zu seiner Pensionierung im Jahre 2004 blieb.
Seine Arbeitsgebiete in Frankfurt waren die Spektroskopie von langsamen Rückstoßionen. Diese Arbeiten führten dann zur Entwicklung der COLTRIMS-Methode (Doktorarbeiten von Joachim Ullrich 1987, Reinhard Dörner 1991 und Volker Mergel 1995 et al.), wo erstmals 1987 RIMS und dann 1989 in Proton-Helium-Stößen COLTRIMS erfolgreich eingesetzt wurde. COLTRIMS steht dabei für cold target recoil-ion momentum spectroscopy. Das COLTRIMS-Reaktionsmikroskop wurde in den folgenden Jahren zu einem Multi-Fragment-Imagingverfahren weiterentwickelt, wo mit hoher Impulsauflösung die Impulse von Elektronen und Ionen in einer Multikoinzidenz simultan gemessen werden konnten. Mit dem COLTRIMS-Verfahren wurden dann in den folgenden zwei Jahrzehnten zahlreiche „Benchmarkexperimente“ zur Untersuchung der Vielfachionisation von Atomen und Molekülen durch Ionen- und Elektronenstrahlen sowie Einzelphotonen und Laserstrahlen durchgeführt.
1966 heiratete er Marlies Böcking. 1967 bzw. 1973 wurden die Töchter geboren.

## Konzepte zur Energiespeicherung
Im Jahr 2011 schlug er zusammen mit Gerhard Luther unterseeische Pumpspeicherkraftwerke vor, um den im Zuge der Energiewende entstehenden Speicherbedarf infolge der Nutzung der volatilen erneuerbaren Energiequellen Windenergie und Solarenergie zu decken. Nachdem Tests im Bodensee mit einem Prototyp die grundsätzliche Funktionsfähigkeit dieser Anlagen gezeigt hatten, schlug er 2019 wieder zusammen mit Luther ein darauf aufbauendes Konzept vor, mit dem große Braunkohletagebaue wie der Tagebau Hambach zur großmaßstäblichen Energiespeicherung genutzt werden könnten. Abhängig von der Größe der realisierten Anlagen wären dort gemäß Konzept Speicherkapazitäten von einigen 100 bis einigen 1000 GWh möglich, die Speicherkosten sollen bei 1 bis 2 ct/kWh liegen.

## Auszeichnungen
- 1991: Max-Planck-Forschungspreis, gemeinsam mit Charles Lewis Cocke
- 1996: Fellow of the American Physical Society
- 2001: Distinguished Stefan Lyson Professur
- 2004: Fellow of the Institute of Physiks/UK
- 2008: Davisson-Germer-Preis (American Physical Society)
- 2008: Ehrenmitglied des Physikalischen Vereins Frankfurt
- 2009: Bundesverdienstkreuz erster Klasse
- 2010: Stern-Gerlach-Medaille (Deutsche Physikalische Gesellschaft)
- 2018: Ehrenpromotion der Universität Kassel[3]
- 2023: Ehrenmitgliedschaft der Deutschen Physikalischen Gesellschaft[4]

Er war und ist
- Adjunct Professor an der Kansas State University, USA (seit 1985)
- Adjunct Professor an der Lanzhou University, China (seit 1993)
- „Eminent Scientist“ – Fellow at RIKEN / JAPAN 1995
- Chairman der German Atomic Physics Society (2002–2005)
- Chairman des Forschungsbeirats Synchrotronstrahlung at HASYLAB 2001-04
- Professor an der Universität Frankfurt am Main

## Publikationen und Bücher
Ca. 500 Publikationen in Wissenschaftlichen Zeitschriften (mehr als 60 in Phys.Rev.Lett.,Science, Nature), 14 Bücher als Co-Editor, z. B.:
- B. Friedrich, H. Schmidt-Böcking (Hrsg.): Molecular Beams in Physics and Chemistry: From Otto Stern’s Pioneering Exploits to present –Day Feats. Springer Verlag, ISBN 978-3-030-63962-4. doi:10.1007/978-3-030-63963-1
- H. Schmidt-Böcking, A. Templeton, W. Trageser: Otto Sterns gesammelte Briefe. Band 1: Hochschullaufbahn und die Zeit des Nationalsozialismus.Springer Spektrum, 2018, ISBN 978-3-662-55734-1.
- H. Schmidt-Böcking, A. Templeton, W. Trageser: Otto Sterns gesammelte Briefe. Band 2: Sterns wissenschaftliche Arbeiten und zur Geschichte der Nobelpreisvergabe. Springer Spektrum, 2019, ISBN 978-3-662-58836-9.
- H. Schmidt-Böcking, A. Templeton, W. Trageser: Otto Sterns gesammelte Briefe. Band 3: Sterns Briefwechsel mit Freunden und Verwandten nach seiner Emeritierung. Springer Spektrum, 2021, ISBN 978-3-662-64409-6.
- mit Karin Reich: Otto Stern, Physiker, Querdenker, Nobelpreisträger. Societäts-Verlag, Frankfurt am Main 2011, ISBN 978-3-942921-23-7.
- mit Karin Reich: Otto Stern (1888–1969) und seine Jahrhundertexperimente, die die Welt der Physik revolutionierten. Wissenschaftler in Hamburg. Band 9. Wallstein Verlag, Hamburg 2024, ISBN 978-3-8353-5770-9.
- Atoms, Quanta, and Relativity-A Century after Einstein’s Miraculous Year. In: Journal of Physics B. Special. Vol. 38, Nr. 9, Mai 2005.

## Belege
1. ↑  Hohlkugeln speichern überschüssigen Windstrom. In: Frankfurter Allgemeine Zeitung. 1. April 2011. Abgerufen am 25. Mai 2012.
2. ↑  Die Wasserbatterie im Hambacher Loch. In: Frankfurter Allgemeine Zeitung. 18. August 2019. Abgerufen am 23. August 2019.
3. ↑  Ehrenmitglieder der Universität Kassel; abgerufen am 30. März 2023.
4. ↑  Ehrenmitglieder der Deutsche Physikalische Gesellschaft; abgerufen am 30. März 2023.
5. ↑  Publikationen von Schmidt-Böcking

| Personendaten    | Personendaten                                                      |
| ---------------- | ------------------------------------------------------------------ |
| NAME             | Schmidt-Böcking, Horst                                             |
| ALTERNATIVNAMEN  | Schmidt-Böcking, Horst Werner; Schmidt, Horst Werner (Geburtsname) |
| KURZBESCHREIBUNG | deutscher Physiker                                                 |
| GEBURTSDATUM     | 13. Februar 1939                                                   |
| GEBURTSORT       | Siegen-Weidenau                                                    |